# Чивита (Л'Аквила)
Чивита (итал. Civita) је насеље у Италији у округу Л'Аквила, региону Абруцо.
Према процени из 2011. у насељу је живело 167 становника. Насеље се налази на надморској висини од 621 м.